# Bataille de Norfolk
Guerre du Golfe
Batailles
- Bataille des ponts
- Prise du palais Dasman
- Bataille de l'île de Failaka
- Vol British Airways 149

- Opération Bouclier du désert
- Opération Artimon
- Busiris
- Salamandre
- Tempête du désert
- Daguet
- Bataille d'Ad-Dawrah
- Bataille de Khafji
- Bataille au large de Bubiyan
- Bataille de Hafar Al-Batin
- Highway of Death
- Bataille de 73 Easting
- Medina Ridge
- Aérodrome de Jalibah
- Bataille de Norfolk

- Aérodrome de Safwan
- Bataille de Rumaila

La bataille de Norfolk est une bataille de chars décisive livrée le 27 février 1991 pendant la guerre du Golfe. Il s'agit du dernier engagement du conflit entre les forces de la Coalition et celles de la garde républicaine irakienne avant que le cessez-le-feu ne prenne effet.

## Ordre de bataille

### Coalition
- 1re division d'infanterie américaine ;
- 3e brigade de la 2e division blindée américaine.

### Forces irakiennes
- 18e brigade mécanisée de la division Tawakalna ;
- 9e brigade blindée de la division Tawakalna.

## Déroulement de la bataille

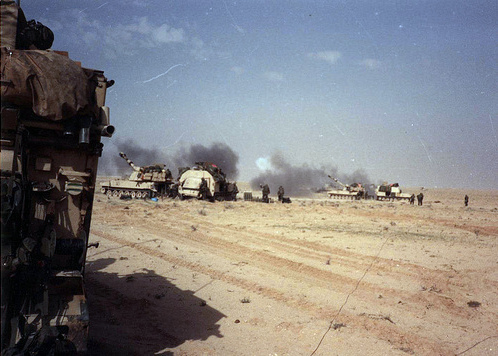
Photographie, prise en 1991. On y voit le bataillon 4/3 FA mener des frappes d'artillerie sur des positions irakiennes pendant la 1ère guerre du Golfe.

La bataille de Norfolk est la prolongation de la bataille de 73 Easting livrée la veille. Avec le soutien aérien rapproché d'hélicoptères d'attaque AH-64 Apache qui neutralisent l'artillerie ennemie, les Américains percent les lignes irakiennes.
La 3e brigade de la 2e division blindée américaine détruit 35 chars et 60 autres véhicules blindés ennemis. Toutefois, l'épaisseur du brouillard de guerre conduit les unités américaines à se mêler avec les troupes irakiennes dispersées dans le désert, ce qui provoque de nombreux incidents de tir ami.
À l'aube, la 1re division d'infanterie est parvenue à sécuriser l'objectif Norfolk après avoir neutralisé la division Tawakalna de la garde républicaine irakienne. Les pertes américaines s'élèvent au total à six soldats tués (dont un par tir ami) et trente blessés.